# Pygopleurus basalis
Pygopleurus basalis är en skalbaggsart som beskrevs av Edmund Reitter 1890. Pygopleurus basalis ingår i släktet Pygopleurus och familjen Glaphyridae. Inga underarter finns listade i Catalogue of Life.